# Michael Girardet
Michael Girardet (* 1. März 1932 in Chemnitz) ist ein deutscher Verleger.

## Leben
Michael Girardet wurde als Sohn von Hellmut Girardet und Enkel des Firmengründers Kommerzienrat Wilhelm Girardet geboren. Von 1953 bis 1954 studierte er Mathematik und Physik, von 1955 bis 1958 Rechtswissenschaft. 1959 wurde er von der Universität Würzburg über das Thema „Was ist Positivismus in der Rechtswissenschaft?“ zum Doktor der Rechte promoviert. 
Während seines Studiums absolvierte er bis 1959 Praktika bei verschiedenen Zeitungsverlagen. 1960 trat er in die Geschäftsführung des Verlages W. Girardet in Wuppertal ein. Ab 1973 war er alleiniger geschäftsführender Gesellschafter der W. Girardet KG mit Sitz in Düsseldorf, Wuppertal und Krefeld (ab 2011 der Girardet Verlag KG) und Herausgeber der Westdeutschen Zeitung.
Girardet war im Vorstand des nordrhein-westfälischen Zeitungsverlegerverbands, Vorsitzender des Vorstands der Regionalpresse e.V. und Königlich Thailändischer Honorargeneralkonsul.